# Alberto Pignattelli
Alberto Pignattelli (Arezzo, 27 agosto 1906 – Arezzo, 4 dicembre 1960) è stato un calciatore italiano, di ruolo attaccante o centrocampista.

## Biografia

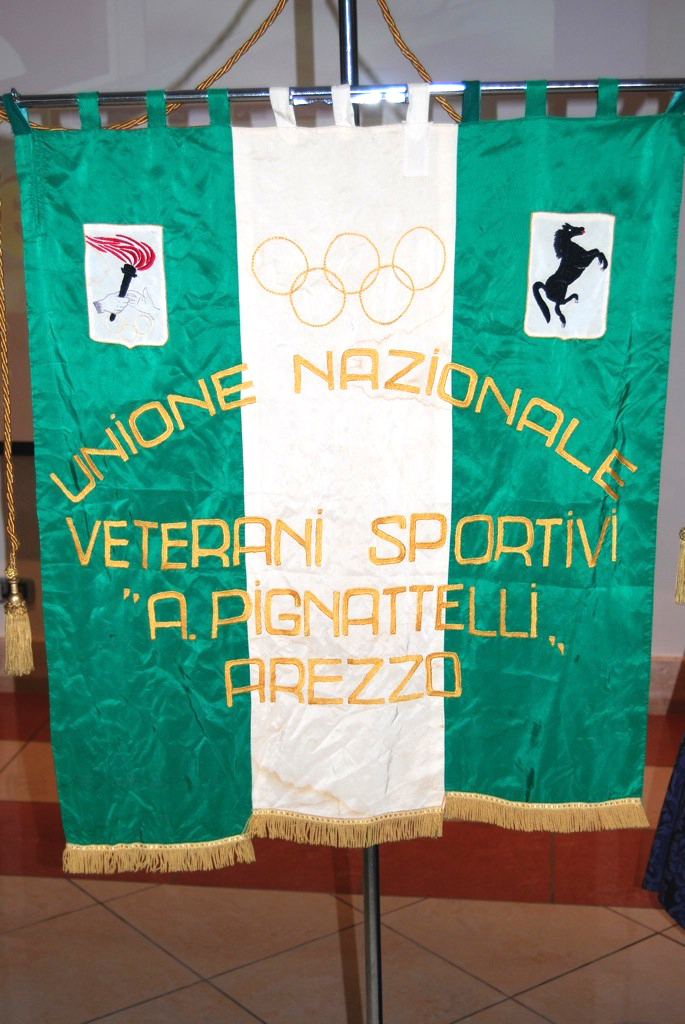
Labaro Unione Nazionale Veterani dello Sport, sezione di Arezzo.

Nato ad Arezzo nel 1906, fu il capostipite di un'antica famiglia che all'epoca vantava altri giocatori aretini ovvero i suoi due fratelli: il centravanti Aldo (detto Pisetto) e il terzino Bruno (detto Mencolungo).
Una volta lasciata Arezzo nel 1927, dove c'erano diverse famiglie con cognome Pignattelli, iniziano i problemi con il suo cognome. Sebbene avesse sempre con sé una carta di identità emessa dal comune di Arezzo indicante il cognome esatto, sia le società calcistiche che le amministrazioni comunali, dove era costretto a chiedere la residenza temporanea, dal suo cognome toglievano una "t" perché in quelle città esistevano varie persone aventi cognome Pignatelli, causandogli notevoli grattacapi nel dover richiedere degli atti pubblici e certificati.
Dopo il ritiro affianca la passione sportiva alla carriera di imprenditore edile, contribuendo alla costruzione in Arezzo di molte opere. La sezione di Arezzo dell'Unione Nazionale Veterani dello Sport è intitolata a lui.

## Caratteristiche tecniche
Fu un giocatore considerato negli anni venti "moderno": svariava dal centro all'esterno del campo, era ambidestro e dotato di potentissima elevazione.
Era un trascinatore, un impulsivo, un entusiasta del gioco d’attacco, oltre ad essere un fine palleggiatore e un piacevole stilista

## Carriera
Dalla giovane età fino al 1923 fu il capitano della Juventus F.B.C. di Arezzo, che sarebbe diventata nel 1930 l'U.S. Arezzo. Fu uno dei primi giocatori stipendiati (nel caso dell'Arezzo il rimborso spese ammontava a circa 15 lire dell'epoca).
Fu soprattutto il primo giocatore aretino ad andare via dalla città, trasferendosi nel 1927 al Livorno per adempiere gli obblighi militari. Qui suscitò gli interessi dell'Ambrosiana; giocò a Milano con la maglia n° 9 di centravanti, a partire dal 1928, e un suo infortunio permise l'ascesa del grande Peppino Meazza.
È stato quindi il primo aretino a varcare le soglie della Divisione Nazionale in un'epoca in cui Arezzo non aveva ancora l'odierno sviluppo territoriale e demografico. Anche il calcio stesso era un fenomeno con dimensioni ben differenti da quelle attuali.
Nel 1931 è nell'Atalanta di Bergamo e a seguire, in varie stagioni, nel Catania, Lucchese Libertas, Perugia, Bari e Catanzarese.
A Catania si iscrisse all'Università per laurearsi poi a Bari nel 1936 in Economia e Commercio. Nel 1937 torna ad Arezzo come allenatore-giocatore per trasferire ai più giovani la sua esperienza e rafforzare lo sviluppo del calcio locale.

## Palmarès

### Club

#### Competizioni nazionali
- Prima Divisione: 1

Catania: 1933-1934